# (22142) Loripryor
Loripryor (asteroide n.º 22142) es un asteroide de la cinturón principal, a 1,8565677 UA. Posee una excentricidad de 0,1584801 y un período orbital de 1 196,92 días (3,28 años).
Loripryor tiene una velocidad orbital media de 20,05254685 km/s y una inclinación de 5,29689º.
Este asteroide fue descubierto en 1 de noviembre de 2000 por LINEAR.